# Andrea Gamarnik

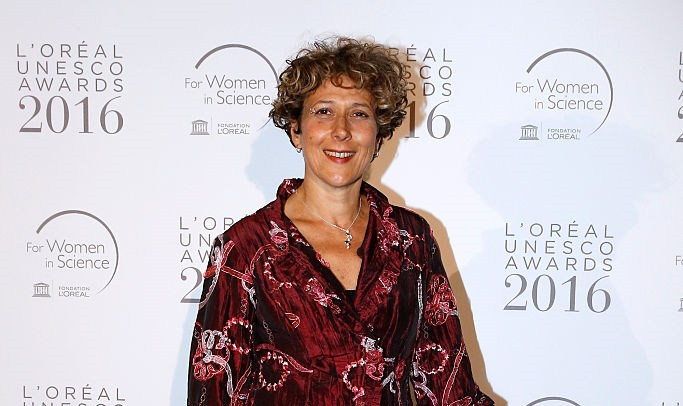
Andrea Gamarnik (2016)

Andrea Gamarnik (geboren 5. Oktober 1964 in Lanús) ist eine argentinische Molekularvirologin, die für ihre Forschungsarbeit über das Denguefieber bekannt ist. Sie leitet das Labor für molekulare Virologie an der Fundación Instituto Leloir in Buenos Aires und ist die erste Argentinierin, die Mitglied der American Academy of Microbiology wurde. Während der COVID-19-Pandemie im Jahr 2020 entwickelte sie zusammen mit ihrem Team in nur 45 Tagen den ersten Antikörpertest in Argentinien.

## Leben
Andrea Gamarnik wuchs in ihrer Geburtsstadt Lanús auf und studierte dort dank eines Stipendiums des Colegio de Farmacéuticos (Apothekerschule) Biochemie an der Fakultät für Pharmazie und Biochemie der Universidad de Buenos Aires (UBA). Ihre Abschlussarbeit wurde 1989 mit einer Goldmedaille ihres Instituts für herausragende Leistungen ausgezeichnet. Sie promovierte 1993 am selben Institut. Von 1994 bis 1999 war sie als Postdoktorandin im Fach Virologie an der University of California in San Francisco, wo sie molekulare Mechanismen des Poliovirus untersuchte.

## Wirken
In den Jahren 2000 bis 2001 arbeitete Gamarnik bei der Biotechnologiefirma ViroLogic in Kalifornien an der Entwicklung von phänotypischen Tests für HIV-, Hepatitis-B- und Hepatitis-C-Viren. Ende des Jahres 2001 kehrte sie nach Argentinien zurück ans Instituto Leloir in Buenos Aires, wo sie 2002 das erste Labor für Molekulare Virologie begründete. Von diesem wurden zwischenzeitlich mehr als 30 Forschungsarbeiten über das Denguevirus veröffentlicht. In den Jahren 2005 und 2011 war sie International Research Scholar des Howard Hughes Medical Institute. Neben ihrer Tätigkeit als Leiterin des Labors für molekulare Virologie der Fundación Instituto Leloir ist sie eine von der Forschungsförderungsorganisation CONICET unterstützte unabhängige Forscherin und Mitherausgeberin der Fachzeitschriften PLOS Pathogens und Virology.
Eine der wichtigsten Untersuchungen, die aus dem von ihr gegründeten Labor für Molekulare Virologie hervorging, war die Entdeckung des Vermehrungsmechanismus des Denguevirus auf der Molekularebene. Eine weitere erschien im Jahr 2015, die feststellte, welche Bedingungen das Denguevirus benötigt, um von der Mücke auf den Menschen überzugehen, d. h. welche Veränderungen es durchläuft, um zwei unterschiedliche Arten von Zellen zu infizieren.
Sie veröffentlicht regelmäßig in Fachzeitschriften wie Genes and Development, Virology, RNA und dem Journal of Biological Chemistry. Gamarnik beteiligt sich darüber hinaus aktiv an politischen Debatten zur Förderung der Wissenschaften und von Frauen in der Wissenschaft, etwa im Rahmen von Preisreden, Gesprächen mit Politikern oder der Unterzeichnung von offenen Briefen.
Während der Coronavirus-Pandemie im Jahr 2020 entwickelte sie zusammen mit ihrem Team am Instituto Leloir in nur 45 Tagen den ersten Antikörpertest in Argentinien, der unter dem Namen COVIDAR IgG hergestellt wird.

## Preise und Auszeichnungen
- 1989 Medalla de Oro für den besten Durchschnitt der Fakultät für Pharmazie und Biochemie der Universität von Buenos Aires
- 2005 ICGEB-Stipendium (Fellowship) in Triest, Italien
- 2005–2011 International Research Scholar des Howard Huges Medical Institute
- 2009 Golda Meir Auszeichnung für herausragende Leistungen von Frauen in Wissenschaft und Kunst
- 2009 Auszeichnung für ihre Arbeit Estudio de las bases moleculares de la replicación del virus del dengue (Studie über die Molekularbasis und Vermehrung des Denguevirus) mit dem Premio Nacional por la Mujer en la Ciencia (Nationalpreis für Frauen in der Wissenschaft)
- 2009 Nationaler L’Oreal-UNESCO-CONICET-Preis für Frauen in der Wissenschaft in Argentinien
- 2010 Auszeichnung als herausragende Persönlichkeit in der Wissenschaft der Stadt Buenos Aires (Personalidad Destacada de la Ciencia de la Ciudad de Buenos Aires)
- 2013 Auszeichnung für Besondere Verdienste in den Bereichen Wissenschaft und Technologie durch die Fundación Konex[13]
- 2014 Aufnahme in die American Academy of Microbiology
- 2015 UNESCO-L’Oréal-Preis für Frauen in der Wissenschaft in Lateinamerika für ihre „wichtigen Beiträge zur Erforschung der Vermehrung von durch Mücken übertragene Viren und Krankheiten, insbesondere bezogen auf das Denguevirus“[3]
- 2017 Trajectory Award in Mikrobiologie, Argentinische Gesellschaft für Mikrobiologie
- 2022 Investigadora de la Nación (Forscherin der Nation), höchste Auszeichnung des argentinischen Wissenschaftssystems[14]
- 2023 Premio Konex de Platino im Bereich Technologische Entwicklung[15]

## Mitgliedschaften
- seit 2007 Mitherausgeberin der Zeitschrift Virology
- 2008–2012 Projektevaluatorin für Human Frontiers, Wellcome Trust, Fundación Burge y Born, Horizon Breakthrough Project Grants, The Netherlands Genomics Initiative
- 2008–2011 Mitglied im Organisationsteam des IX. und X. Congreso Argentino de Virología
- 2008–2012 Mitglied im Organisationsteam des 1., 2. und 3. Pan-American Dengue Research Network Meeting in Brasilien 2008, Mexiko 2010 und Kolumbien 2012
- 2011–2012 Mitglied im Beratungsausschuss Biochemie und Molekularbiologie von CONICET
- 2011 Mitglied im Organisationsteam der Konferenz A Re-Emerging Challenge in the Americas: Opportunities for Dengue Research Collaboration in Puerto Rico, gefördert vom National Institute of Allergy and Infectious Diseases in Maryland
- 2017 Aufnahme in die Akademie der Wissenschaften Lateinamerika (ACAL)
- 2021 Mitglied der American Academy of Arts and Sciences